# Линн (Массачусетс)
Линн (англ. Lynn) — город в округе Эссекс, штат Массачусетс, США. Расположен на побережье Атлантического океана, в заливе Массачусетс. В городе имеется множество парков и исторических мест.

## Население
Согласно переписи 2000 года, расовый состав жителей таков: 67,89 % белых, 10,55 % афроамериканцев, 6,43 % азиатов, 0,37 % коренных американцев, 0,09 % жителей островов, 9,82 % других рас и 4,85 % людей со смешанными расами. Латиноамериканцев или выходцев из Латинской Америки — 18,4 % населения.

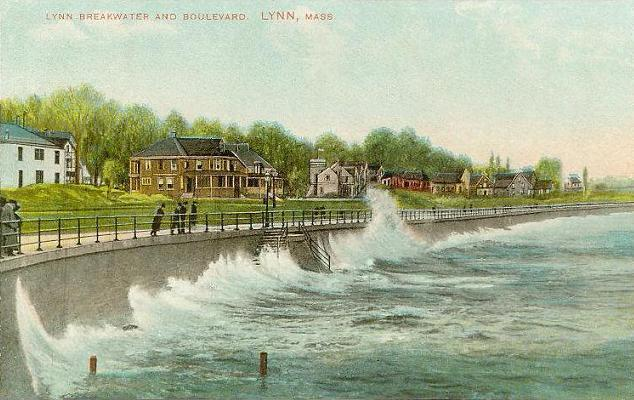
Набережная Линна (с почтовой карточки 1908 года)